# アレック・セカレアヌ
アレクサンドル・"アレック"・セカレアヌ（Alexandru "Alec" Secăreanu ルーマニア語発音: [alekˈsandru sekəɾeˈanu]、1984年12月4日 - ）はルーマニアの俳優。母語のルーマニア語のほか、英語に堪能で、フランス語も話せる。

## 略歴
1984年12月4日にルーマニアの首都ブカレストで生まれる。2007年にブカレスト国立イオン・ルーカ・カラジアーレ映画舞台芸術大学を卒業し、短編映画やテレビドラマなどに出演するようになる。
2015年末にはチャック・パラニュークの小説『ファイト・クラブ』を原作とした舞台劇で主人公タイラー・ダーデンを演じて知名度を上げる。
2017年のイギリス映画『ゴッズ・オウン・カントリー』で演じた同性愛者のルーマニア人季節労働者ゲオルゲ役で、第20回英国インディペンデント映画賞の主演男優賞にノミネートされる（受賞はならず）など、高い評価を得て国際的に知られるようになる。この役は6ヶ月に及ぶオーディションの末に獲得した。同作でルーマニア語のセリフはごくわずかでストーリー上は全く重要ではなく、訛りのある英語を話せる俳優であればルーマニア人である必要はなかったが、フランシス・リー監督はルーマニア人俳優の起用にこだわり、ルーマニアのキャスティングディレクターから提示された40名以上の候補者のうち13名ほどとブカレストで直接面談、その後、ジョニー役のジョシュ・オコナーとの相性を見るために、選考に残った3人がロンドンに渡り、最終的にセカレアヌに決まった。この役柄について同性愛への差別や偏見が根強く残る母国ルーマニアでのインタビューにおいて「ホモフォビアな社会で育ったことはわかっているが、オープンマインドな両親でラッキーだった。両親は映画を観て気に入ってくれている。」と語っている。
2020年のイギリス映画『バイク泥棒』では、『ゴッズ・オウン・カントリー』でのセカレアヌの演技を「次世代のロバート・デ・ニーロ」と高く評価したマット・チェンバーズ監督が、外国人移民である主人公にセカレアヌの起用を決め、その時点で主人公をルーマニアからの移民に設定した。その後、監督はセカレアヌを中心にして移民の特徴や家族構成などを決めていき、セカレアヌと妻役に決まったアナマリア・マリンカの2人と何度も話し合い、リハーサルを重ねて脚本を練り上げていった。なお、ルーマニア語のセリフの言い回しやイディオムはセカレアヌに教わったとのことである。

## 主な出演作品
- ゴッズ・オウン・カントリー God's Own Country (2017)
- バティスト〜アムステルダムに潜む闇〜 Baptiste (2019) ※テレビシリーズ、5エピソードに出演
- 悪魔がみている Amulet (2020)
- アンモナイトの目覚め Ammonite (2020)
- バイク泥棒 The Bike Thief (2020) ※第33回東京国際映画祭にて初上映[8]
- ヨルガオ殺人事件 Moonflower Murders (2024) ※テレビシリーズ、3エピソードに出演